# Delegaciones de Economía y Hacienda

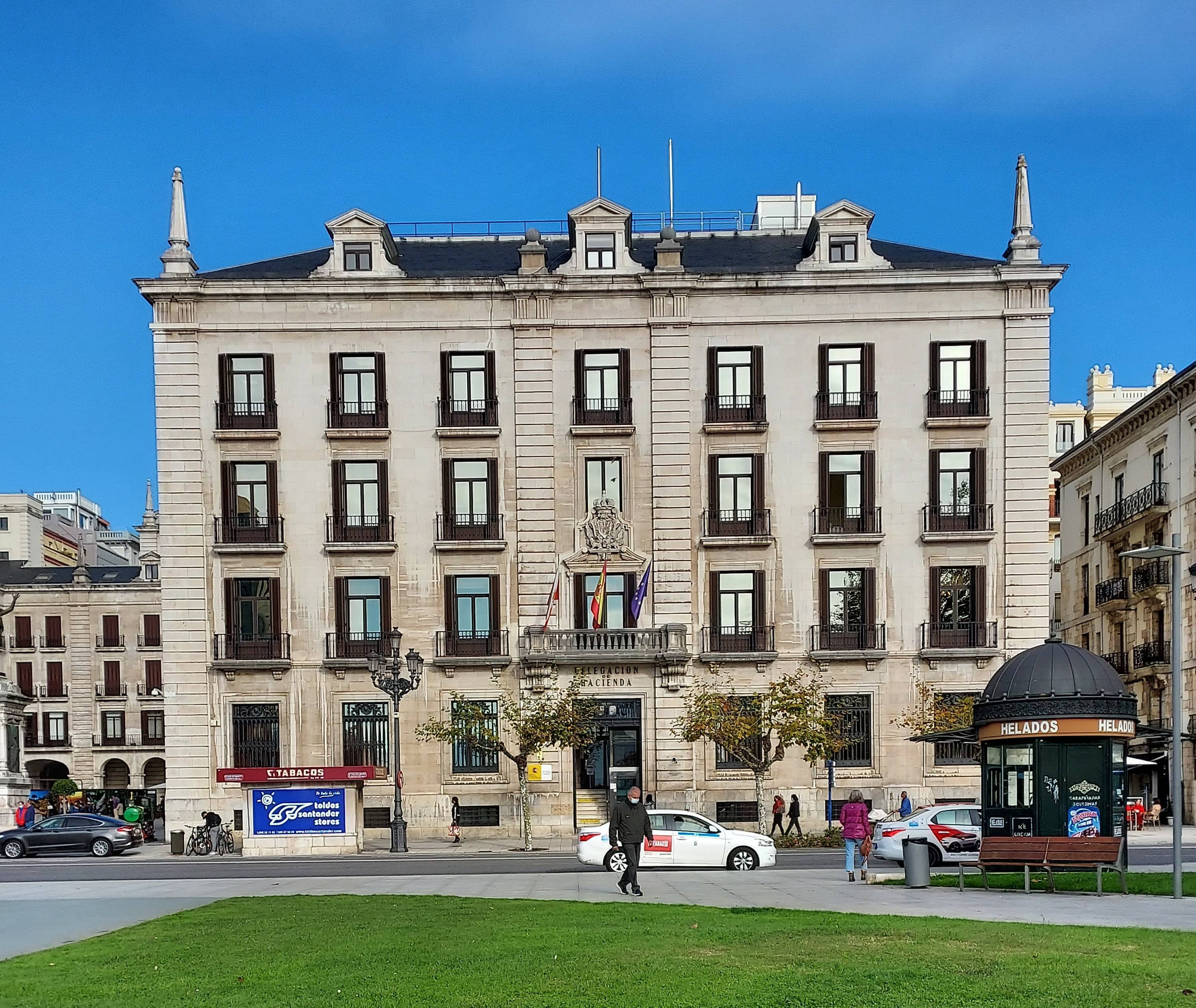
Delegación de Economía y Hacienda en Santander (Cantabria).

Las Delegaciones de Economía y Hacienda son órganos provinciales de los Ministerios de Hacienda y de Economía, Comercio y Empresa. Dependen orgánicamente de la Subsecretaría de Hacienda.
Las actuales Delegaciones se regulan mediante dos reales decretos, el Real Decreto 390/1998, de 13 de marzo y el Real Decreto 1330/2000, de 7 de julio.

## Función
Las Delegaciones de Economía y Hacienda ejercen, en su ámbito territorial y con el carácter de servicios no integrados en las Delegaciones y Subdelegaciones del Gobierno, las competencias generales de ambos departamentos, salvo las asignadas expresamente a los órganos centrales de los Ministerios, las atribuidas a los tribunales económico-administrativos regionales y locales y a la Agencia Estatal de Administración Tributaria.
En concreto, el Artículo 21 les otorga las siguientes funciones:
- En materia de economía, de la pequeña y mediana empresa y de comercio y turismo, las que le atribuye el Real Decreto por el que se desarrolla la estructura orgánica básica del Ministerio de Economía.
- En materia de hacienda y de presupuestos y gastos:
  - Las relativas a la gestión e inspección catastral, sin perjuicio de la dependencia funcional de las Gerencias Territoriales, respecto de la Dirección General del Catastro.
  - Las de control interno de la gestión económico-financiera del sector público estatal a ejercer por las Intervenciones Delegadas Regionales y Territoriales en ellas integradas.
  - Registrar contablemente las operaciones de naturaleza económico-financiera generadas en su ámbito territorial, de acuerdo con los procedimientos contables que se regulen al respecto.
  - Las de tramitación de los documentos de gestión contable requeridos para proponer el pago de operaciones presupuestarias, incluidas las devoluciones de ingresos, y no presupuestarias.
  - Las de administración de las Clases Pasivas del Estado.
  - Las de gestión y administración del Patrimonio del Estado y las de las Loterías y Apuestas del Estado, que les asigna la normativa orgánica de esta entidad.
  - Las que, en el ámbito territorial, se le asignen por la Secretaría General de Financiación Autonómica y Local y la Dirección General de Fondos Europeos, en el ámbito de sus competencias, en relación con las comunidades autónomas, corporaciones locales y entidades administrativas no territoriales.
  - Las actividades docentes y de formación y perfeccionamiento de personal que realice el Instituto de Estudios Fiscales de forma descentralizada.
- De carácter general o comunes:
  - Las de índole técnico-facultativa relativas a dictámenes, proyectos, direcciones de obras y conservación de edificios ocupados por las unidades territoriales de los Ministerios de Economía y de Hacienda, así como a bienes, proyectos, informes y valoraciones en el ámbito de las competencias de la Dirección General del Patrimonio del Estado y las de asesoramiento a las Intervenciones en las recepciones de obras y servicios.
  - Las comunes de gestión de los asuntos relativos al personal, edificios y medios materiales e informáticos que les correspondan.
  - Las que les correspondan conforme a la legislación de contratación administrativa.
  - En su caso, las de formación del personal al servicio de los Ministerios de Economía y de Hacienda en el ámbito territorial.
  - Cualesquiera otras de carácter no tributario ni aduanero atribuidas al Ministerio de Hacienda o a sus distintos órganos directivos, organismos autónomos u otros órganos u organismos adscritos al mismo, con excepción de la Agencia Estatal de Administración Tributaria y los Tribunales Económico-administrativos Regionales y Locales.

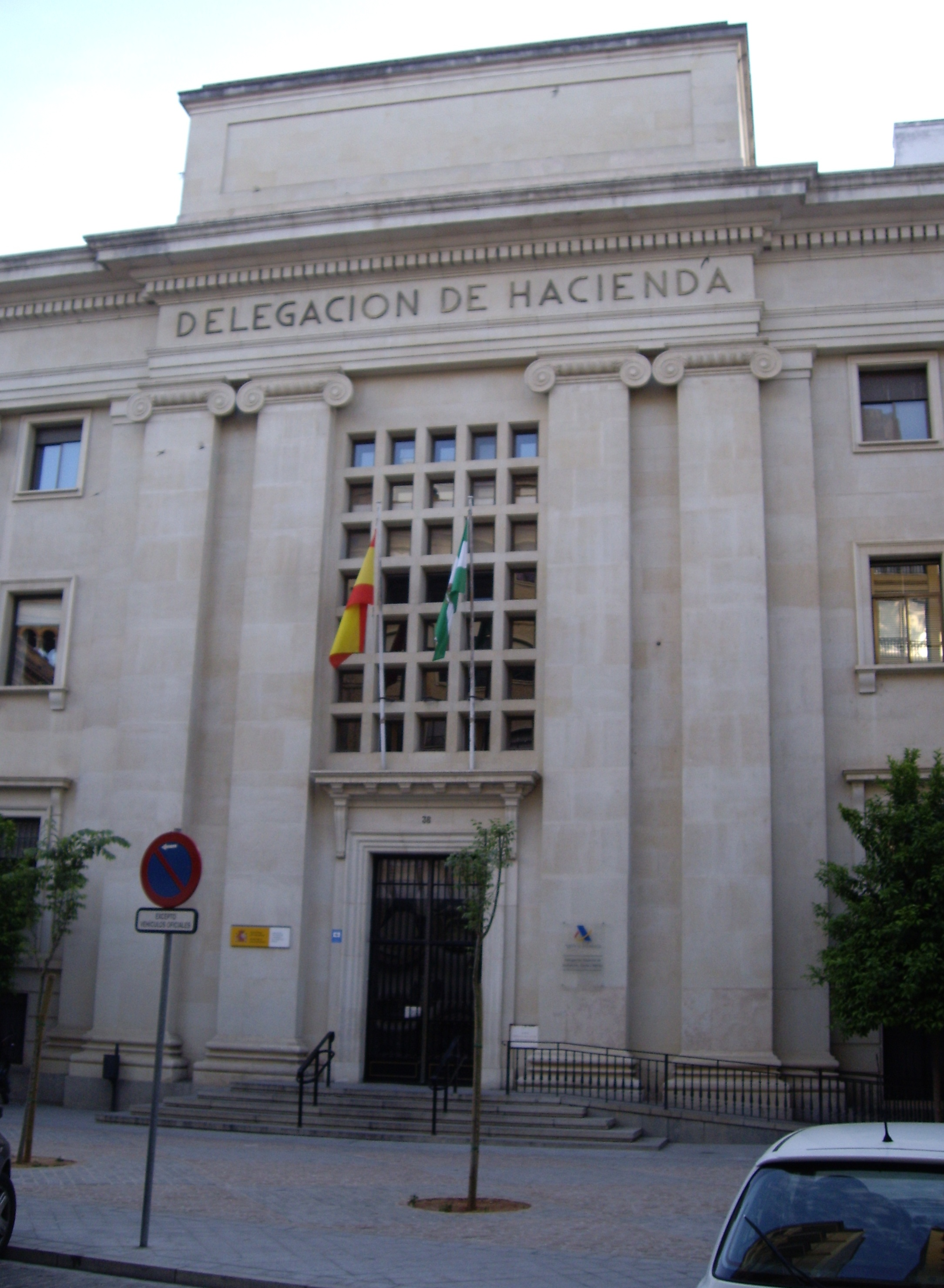
Delegación Especial de Economía y Hacienda en Sevilla (Andalucía).

## Tipos de Delegaciones
Dependiendo de dónde tengan su sede, pueden ser Delegaciones o Delegaciones Especiales. Las Delegaciones con sede en la capital de las comunidades autónomas tendrán carácter de Especiales y asumirán, en su caso, además de sus competencias específicas, las funciones de dirección, impulso y coordinación de las restantes del ámbito territorial de la Comunidad. Por excepción, en las comunidades autónomas de Extremadura, Galicia y País Vasco tendrán tal carácter las Delegaciones con sede en Badajoz, La Coruña y Bilbao. En la Comunidad Autónoma de Canarias mantendrá este carácter la Delegación con sede en Las Palmas y la Delegación Especial de Andalucía lo tendrá respecto de Ceuta y Melilla.

### Funciones de las Delegaciones Especiales
Las Funciones de este tipo de Delegaciones se regulan en el Artículo 6 del Real Decreto 390/1998:
- Elaborar y someter a la aprobación de la autoridad competente planes regionales de actuación. Asimismo, y con el alcance que se establezca por los centros directivos competentes funcionalmente, aprobar planes autónomos de actuación regional.
- Ejecutar a través de las dependencias que la integran y cuidar de la ejecución por los correspondientes órganos de las Delegaciones de Economía y Hacienda Provinciales, de los programas en que se desagreguen los respectivos planes de actuación.
- Desarrollar las funciones que corresponden a las Intervenciones Regionales en materia de intervención, control financiero y auditoría.
- Asumir las tareas materiales de las Delegaciones de Economía y Hacienda de sus respectivos territorios, que deban realizarse en el ámbito regional por razones de economía y eficacia.
- Constituir el cauce ordinario de relación entre los órganos de las Delegaciones de Economía y Hacienda y los de la Administración Central de Economía y Hacienda.
- Coordinar las relaciones externas del Departamento en el ámbito de la Comunidad Autónoma, sin perjuicio de lo establecido en la Ley 14/1996, de 30 de diciembre, de cesión de tributos del Estado a las comunidades autónomas y medidas fiscales complementarias.
- Colaborar en las tareas de selección, formación y perfeccionamiento de funcionarios, dentro de las normas y planes que al efecto se establezcan.
- Actuar como vehículo de relación y asesoramiento para la elaboración y aplicación de la política de personal del Departamento, en la forma que en cada caso se determine.
- Participar en las tareas de coordinación de los planes informáticos de los distintos centros del Departamento, dentro de las normas que a tal fin se dicten.
- Desarrollar las tareas de naturaleza gestora que, actualmente atribuidas a los órganos centrales del Departamento, se desconcentren o deleguen en aquellas.

## Delegados de Economía y Hacienda

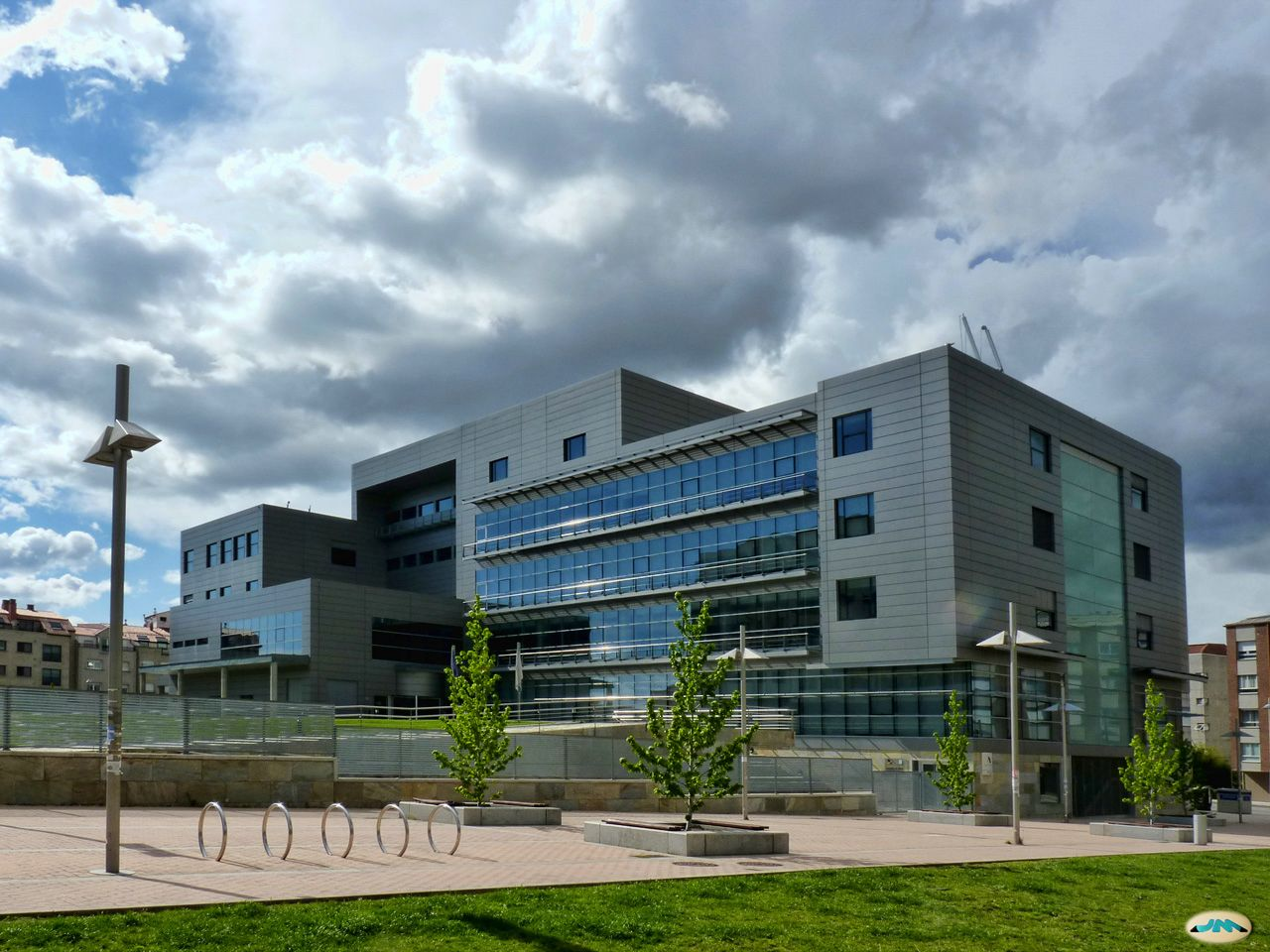
Delegación Provincial de Economía y Hacienda en Pontevedra (Galicia).

Los Delegados de Economía y Hacienda ostentan con carácter permanente la representación general del Ministro de Economía y del Ministro de Hacienda y, en su caso, de los organismos adscritos o dependientes de los Departamentos en su demarcación respectiva y dirigen, bajo la dependencia funcional de los correspondientes centros directivos, las unidades administrativas pertenecientes a la Delegación.
Los Delegados de Economía y Hacienda asumen la jefatura de todo el personal de la Delegación y la competencia sobre los actos de administración y gestión ordinaria del personal de la Administración territorial de los ministerios de Economía y de Hacienda, que expresamente se le deleguen por los órganos competentes.
Los Delegados de Economía y Hacienda constituirán el cauce ordinario de relación con los servicios centrales de los Departamentos de Economía y de Hacienda, así como, sin perjuicio de las competencias atribuidas a los Delegados y Subdelegados del Gobierno, con las restantes Administraciones Públicas u otro órgano de la Administración del Estado dentro de su demarcación, en materias de su competencia.
En las Delegaciones cuya complejidad o nivel de gestión lo aconseje podrá existir un Delegado adjunto.

### Nombramiento y cese
Los Delegados de Economía y Hacienda se nombran por el ministro de Hacienda, previa conformidad del Ministro de Economía. Podrán asignarse las funciones de Delegado de Economía y Hacienda a un funcionario de carrera de la Administración General del Estado que sea titular de un puesto de trabajo de la correspondiente Delegación. Dicho funcionario continuará desempeñando las funciones del puesto de trabajo del que es titular y percibirá las retribuciones ordinarias correspondientes al referido puesto.
En los casos de ausencia, vacante o enfermedad, el Delegado especial de Economía y Hacienda será suplido por el funcionario que designe el Subsecretario de Hacienda. El Delegado especial designará en estos casos, al suplente de los delegados de su ámbito territorial.